# Kepler-1229b
Kepler-1229b é um exoplaneta, provavelmente rochoso, localizado na zona habitável de sua estrela. Foi descoberto em 2016 pelo telescópio espacial Kepler. Kepler-1229b é cerca de 40% maior do que a Terra, e orbita em torno de uma anã vermelha que é consideravelmente menor e mais fria que o Sol. Está localizado na constelação de Cygnus, a 769 anos-luz de distância da Terra.